# Sogno di san Romualdo
Il sogno di San Romualdo è un dipinto di Giuseppe Bazzani. Eseguito probabilmente negli anni cinquanta del Settecento, è conservato nel Museo diocesano Francesco Gonzaga di Mantova.

## Storia
Il quadro era inizialmente collocato nella chiesa di San Marco a Mantova. Nel 1772 fu decretata da Maria Teresa d'Austria la chiusura della comunità de il monastero de’ Camaldolesi sotto il titolo di san Marco e pertanto la tela di Bazzani fu ricoverata in palazzo Ducale, poi consegnata alla chiesa di San Barnaba e infine definitivamente destinata al Museo diocesano Francesco Gonzaga.